# Dioon spinulosum
La Dioon spinulosum è una cicade della famiglia delle Zamiaceae, nativa del Messico.

## Descrizione
Il tronco, generalmente non ramificato o poco ramificato,  può raggiungere i 15 m di altezza e i 40 cm di diametro.

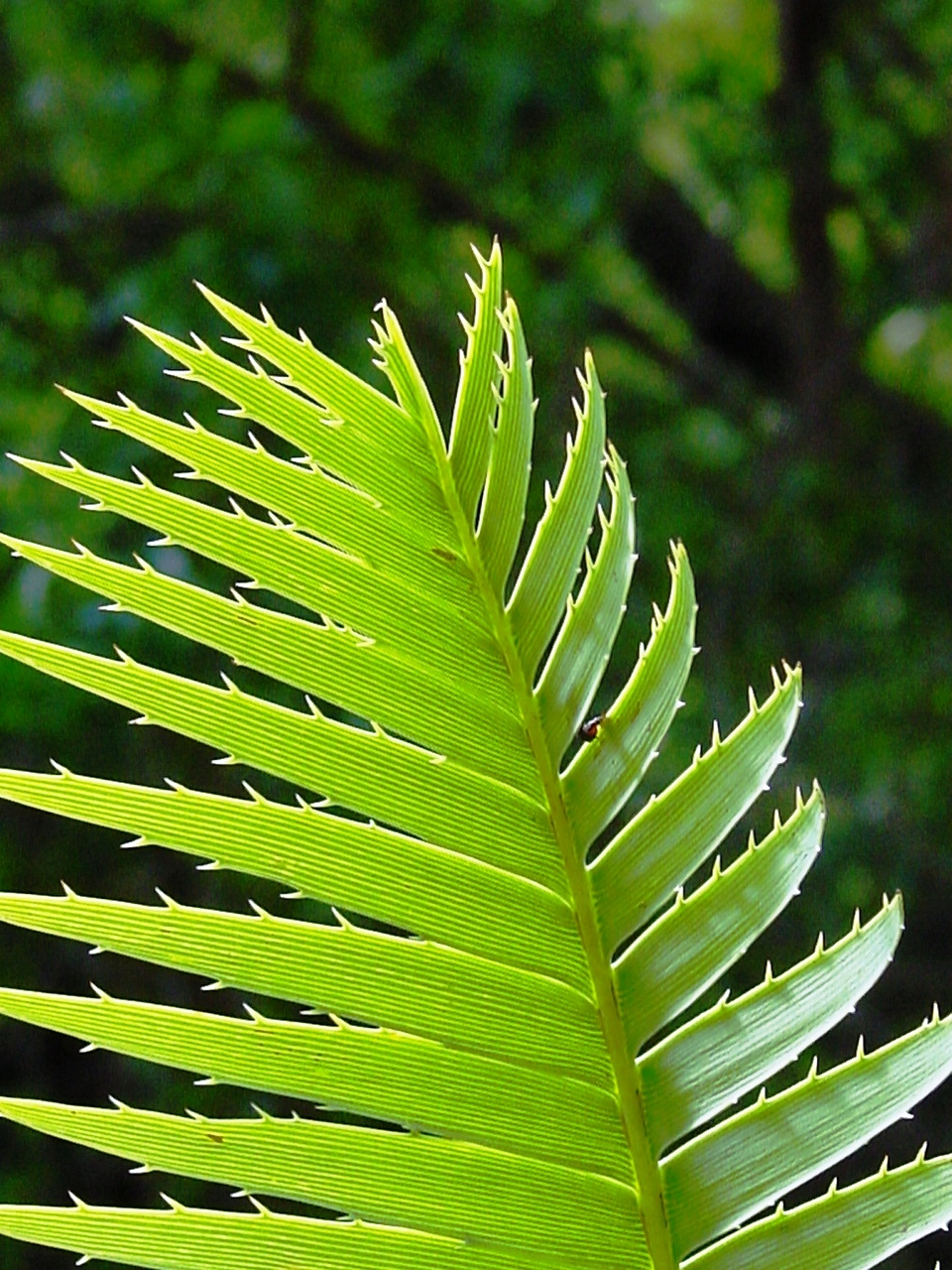
Particolare della foglia di D. spinulosum

Le foglie, di colore verde chiaro, brillanti, sono lunghe 150–200 cm e possiedono ognuna 140-240 fogliolinre, disposte in paia a 180° sul rachide centrale. Le foglioline basali, rudimentali, sono poco più che delle spine; le foglioline mediane, lanceolate, lunghe 15–20 cm, hanno un caratteristico margine dentellato che conferisce il nome alla specie.
Come tutte le cicadi è una pianta dioica, cioè con infiorescenze maschili e femminili che si sviluppano su esemplari differenti.
I coni maschili sono fusiformi, di colore grigio chiaro, lunghi 40–55 cm, 7–10 cm di diametro.
I coni femminili sono ovoidali, di colore grigio chiaro, lunghi 50–90 cm, 20–35 cm di diametro: sono in assoluto i coni femminili più grandi tra tutte le gimnosperme, potendo raggiungere i 15 kg di peso.
I semi sono ovoidali, lunghi 40–50 mm, color crema o bianchi.

## Distribuzione e habitat
La sua presenza in natura è circoscritta al Messico orientale, dove è minacciata di estinzione a causa della limitata presenza e della progressiva scomparsa delle aree di foresta pluviale che costituiscono il suo habitat naturale.

## Coltivazione e propagazione
La coltivazione della D. spinulosum è abbastanza agevole sia nelle aree tropicali e subtropicali che in quelle della fascia temperata.
Cresce ottimalmente in terreni soleggiati e alcalini, con buon drenaggio.
È una specie abbastanza resistente agli attacchi da parte degli infestanti: occasionalmente, quando la pianta è in condizioni di stress, può subire infestazioni da cocciniglia.